# La Réunion (Lot i Garonna)
Réunion – miejscowość i gmina we Francji, w regionie Nowa Akwitania, w departamencie Lot i Garonna.
Według danych na rok 1990 gminę zamieszkiwały 403 osoby, a gęstość zaludnienia wynosiła 14 osób/km² (wśród 2290 gmin Akwitanii Réunion plasuje się na 789. miejscu pod względem liczby ludności, natomiast pod względem powierzchni na miejscu 301.).